# Johann Gmeiner
Johann Gmeiner (* 26. Januar 1904 in Gallneukirchen; † 6. April 1978 in Windischgarsten) war ein österreichischer Politiker (SPÖ) und Lehrer. Er war Bürgermeister der Gemeinde Windischgarsten von 1951 bis zum 22. Oktober 1967 und von 1949 bis 1961 Abgeordneter zum Oberösterreichischen Landtag.

## Politik und Funktionen
Gmeiner wirkte für die Sozialdemokratische Partei als Gemeinderat in Windischgarsten, wo er zwischen 1951 und 1967 auch Bürgermeister war. Außerdem übte er die Funktion als Bezirksstellenleiter des Roten Kreuzes aus.

## Auszeichnungen
- Goldenes Ehrenzeichen für Verdienste um die Republik Österreich
- Victor-Adler-Plakette der SPÖ
- Ehrenbürger der Gemeinde Windischgarsten